# Silvia Martorell
Silvia Elvira Martorell Kaswalder de Illia (Córdoba, 19 de noviembre de 1915 - Buenos Aires, 6 de septiembre de 1966) fue una pintora argentina y esposa del presidente de la Nación Argentina Arturo Illia. Durante la presidencia de este último se desempeñó en el cargo protocolar de primera dama de la Nación Argentina.

## Biografía
Hija mayor de tres hermanas (Martha Hortensia Martorell Kaswalder y Mercedes Matilde Martorell Kaswalder) del ingeniero Arturo Martorell, ingeniero jefe de Obras Sanitarias de la Nación, y de Mercedes Kaswalder. Arturo Illia llega a Cruz del Eje en 1929 y a los pocos meses conoce a Silvia Martorell, pero es en 1935, cuando el futuro presidente argentino vuelve de Europa que se ponen de novios. Contrajo matrimonio con Arturo Illia el 15 de febrero de 1939 en la iglesia parroquial María Auxiliadora, de la ciudad de  Punta Alta, Provincia de Buenos Aires. Los padrinos fueron sus padres, el ingeniero Martorell y doña Mercedes Kaswalder. 
Empezó a actuar en política en la Unión Cívica Radical desde que contrajo matrimonio. Con la llegada del voto femenino en la Argentina, se desempeña como secretaria del partido en Cruz del Eje, cargo para el cual la eligen los afiliados.
En el Hogar Radical (como se conocía al comité de Cruz del Eje), actuaba como presidenta en las Comisiones Benéficas.
Se formó artísticamente en la Escuela Nacional de Bellas Artes Prilidiano Pueyrredón, a la cual ingresó en 1932, y egresó en 1936 como profesora de dibujo, pero abandonó tempranamente su carrera para abocarse a la vida familiar. Admiradora de Francisco de Goya, Benito Quinquela Martín, Fernando Fader, Cesáreo Bernaldo de Quirós. En esta línea, el diario La Vanguardia de Barcelona la caracterizó en 1963 como una mujer "sin pretensiones sociales" aunque "interesada por la familia y la pintura".
Cuando el doctor Illia atendía el consultorio, hacía las veces de enfermera.
En la prensa argentina ha sido descrita como una mujer campechana, sencilla, solidaria, y de ideas progresistas.
Falleció de cáncer en el Hospital Alemán de Buenos Aires el 6 de septiembre de 1966, a poco de que Arturo Illia fuese derrocado como presidente por la Revolución Argentina liderada por el general Juan Carlos Onganía. Sus restos fueron sepultados en el Cementerio de la Recoleta.

## Distinciones
- Orden de las Pléyades, entregado por el  Estado Imperial de Irán (1965).

## Galería

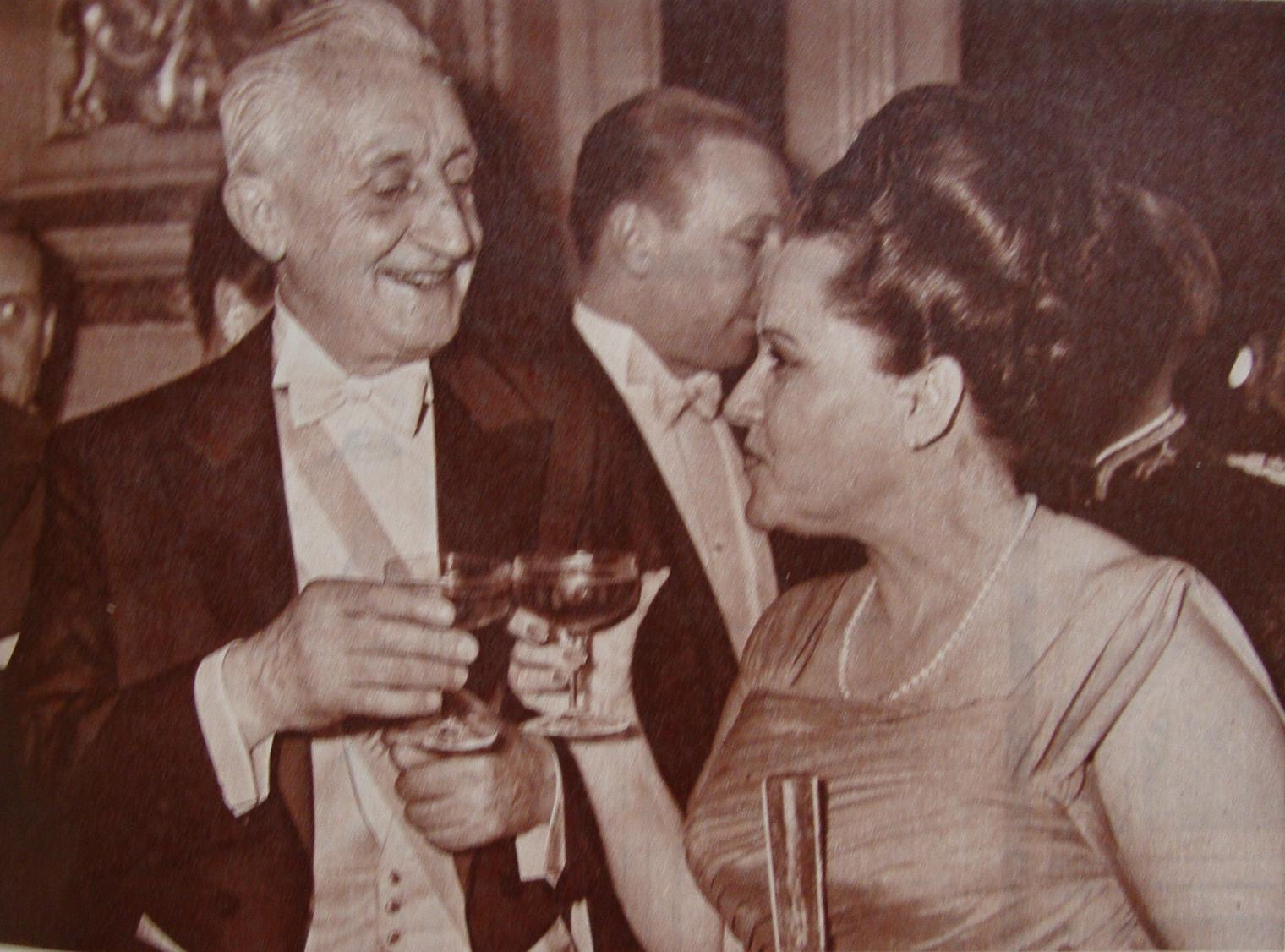
Silvia Martorell de Illia brinda con su esposo (1963).
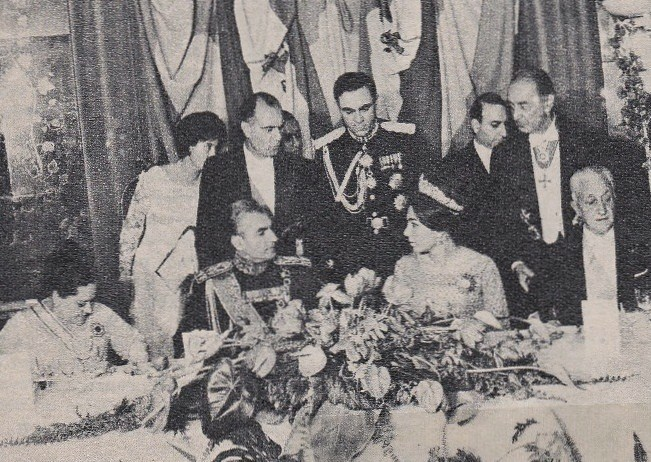
Silvia Martorell y su esposo encabezan una cena de honor al Shah de Irán, Mohammad Reza Pahlevi y su esposa, la Reina consorte de Irán, Farah Pahlaví (1965). La primera dama luce la Orden de las Pléyades.
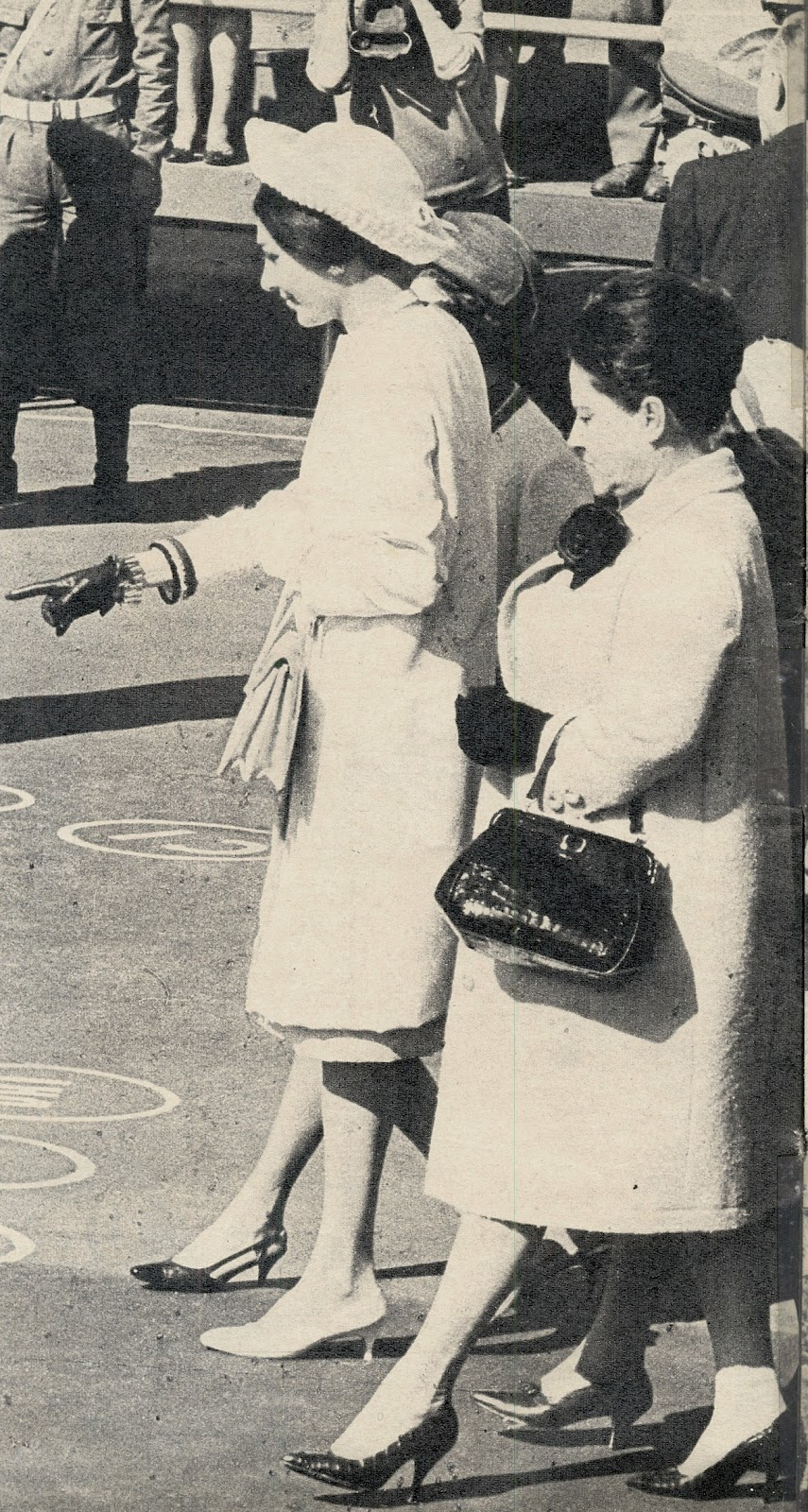
Silvia Martorell junto a Farah Pahlaví (1965).
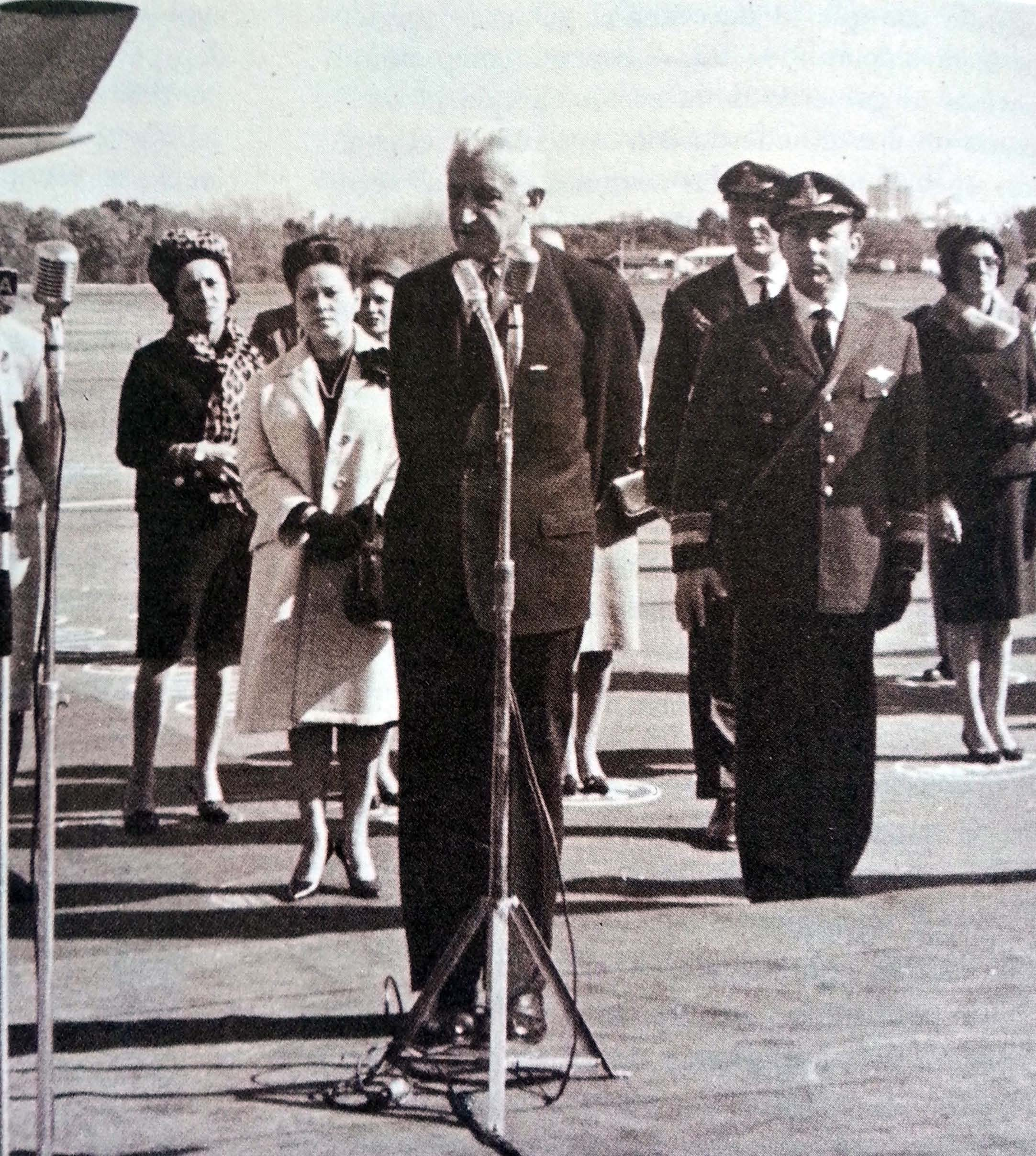
Arturo Illia pronuncia un discurso en el Aeropuerto Internacional de Ezeiza. Detrás, su esposa, Silvia Martorell.